# Tel Poleg
Tel Poleg (hebreiska: תל פולג) är en höjd i Israel.   Den ligger i distriktet Centrala distriktet, i den norra delen av landet. Toppen på Tel Poleg är 29 meter över havet.
Terrängen runt Tel Poleg är platt. Havet är nära Tel Poleg västerut.Runt Tel Poleg är det tätbefolkat, med 790 invånare per kvadratkilometer. Närmaste större samhälle är Tel Aviv, 19,9 km söder om Tel Poleg. 